# Provincia de Oki
La provincia de Oki (因幡国 Oki-no-kuni?) fue una provincia japonesa que consistía en las islas Oki en el mar de Japón, ubicadas frente a las costas de las provincias de Izumo y Hōki. El área actual corresponde al distrito de Oki en la moderna prefectura de Shimane. Formaba parte del circuito del San'indō. Su nombre abreviado era Onshū o Inshū (隠州?).
Se desconoce la ubicación exacta de la capital provincial, pero se cree que se encontraba en algún lugar dentro del distrito de Suki en Dōgojima, dentro de los límites de la moderna ciudad de Okinoshima. Hay dos santuarios sintoístas que reclaman el título de ichinomiya de la provincia, el Jinja Mizuwakasu (水若酢神社?) en Okinoshima, y el Jinja Yurahime (由良比女神社?) en Nishinoshima. Después de la restauración Meiji, la provincia de Oki se convirtió en la prefectura de Oki de febrero a junio de 1869. Luego se unió a la prefectura de Tottori hasta 1876, cuando fue transferida a la prefectura de Shimane.